# Samson Fleksor
Samson Fleksor (în idiș שמשון פלעקסאָר, în rusă Самсон Флексор; n. 1838, Briceni, Imperiul Rus – d. 19 februarie 1907, Viena, Austro-Ungaria) a fost un evreu basarabean, avocat și publicist țarist.

## Biografie
S-a născut în târgul Briceni (acum oraș și centru raional din Republica Moldova) din ținutul Hotin, gubernia Basarabia a Imperiului Rus. De la o vârstă fragedă a fost un adept al mișcării iluministe evreiești Haskala, fiind în corespondență personală cu conducătorul proeminent al acestei mișcări, Isaac Baer Levinsohn. A lucrat ca avocat în Basarabia și a publicat în mod regulat pe tematica problemelor juridice în Юридическая Газета („Ziarul juridic”) și Бессарабские Губернские Ведомости („Știrile provinciale basarabene”). A colaborat cu toate periodicele ebraice importante din regiune, publicând material cu subiecte juridice, filosofice și teologice.
Pentru o lungă perioadă de timp a trăit și profesat în Zgurița și la Soroca, a activat în arendarea parcelelor de teren la Zgurița și în Măcărești. A fost înmormântat în cimitirul central din Viena.